# Bossen van Schoonbeek
De Bossen van Schoonbeek is een natuurgebied van circa 200 hectare in het noorden van het gelijknamige Belgische dorp Schoonbeek in de provincie Limburg.
Het bos maakt deel uit van de zandige Kempen. De meest voorkomende boomsoort is de grove den, maar ook loofboomsoorten komen in het bos voor. Daarnaast bevinden er in het gebied ook nattere, moerassige delen met specifieke planten en dieren.
De brede paden zijn toegankelijk voor wandelaars, fietsers en ruiters. Op de smallere boswegen kan er enkel gewandeld worden. In het bos zijn er ook twee speelzones voor kinderen voorhanden.